# Тоні Азеведо
Тоні Азеведо  (англ. Tony Azevedo, 21 листопада 1981) — американський ватерполіст, олімпійський медаліст.

## Виступи на Олімпіадах
| Олімпіада   | Дисципліна | Місце |
| ----------- | ---------- | ----- |
| Сідней 2000 | водне поло | 6     |
| Афіни 2004  | водне поло | 7     |
| Пекін 2008  | водне поло | 2     |
| Лондон 2012 | водне поло | 8     |